# Kurt Malisch
Kurt Malisch (Alemania, 15 de junio de 1881-9 de abril de 1970), también llamado Paul Malisch, fue un nadador alemán especializado en pruebas de estilo braza, donde consiguió ser medallista de bronce olímpico en 1912 en los 200 metros.

## Carrera deportiva
En los Juegos Olímpicos de Estocolmo 1912 ganó la medalla de bronce en los 200 metros estilo braza, con un tiempo de 3:08.1 segundos, tras sus compatriotas los también alemanes Walter Bathe  (oro con 3:01.8 segundos) y Wilhelm Lützow.